# Costa Blanca

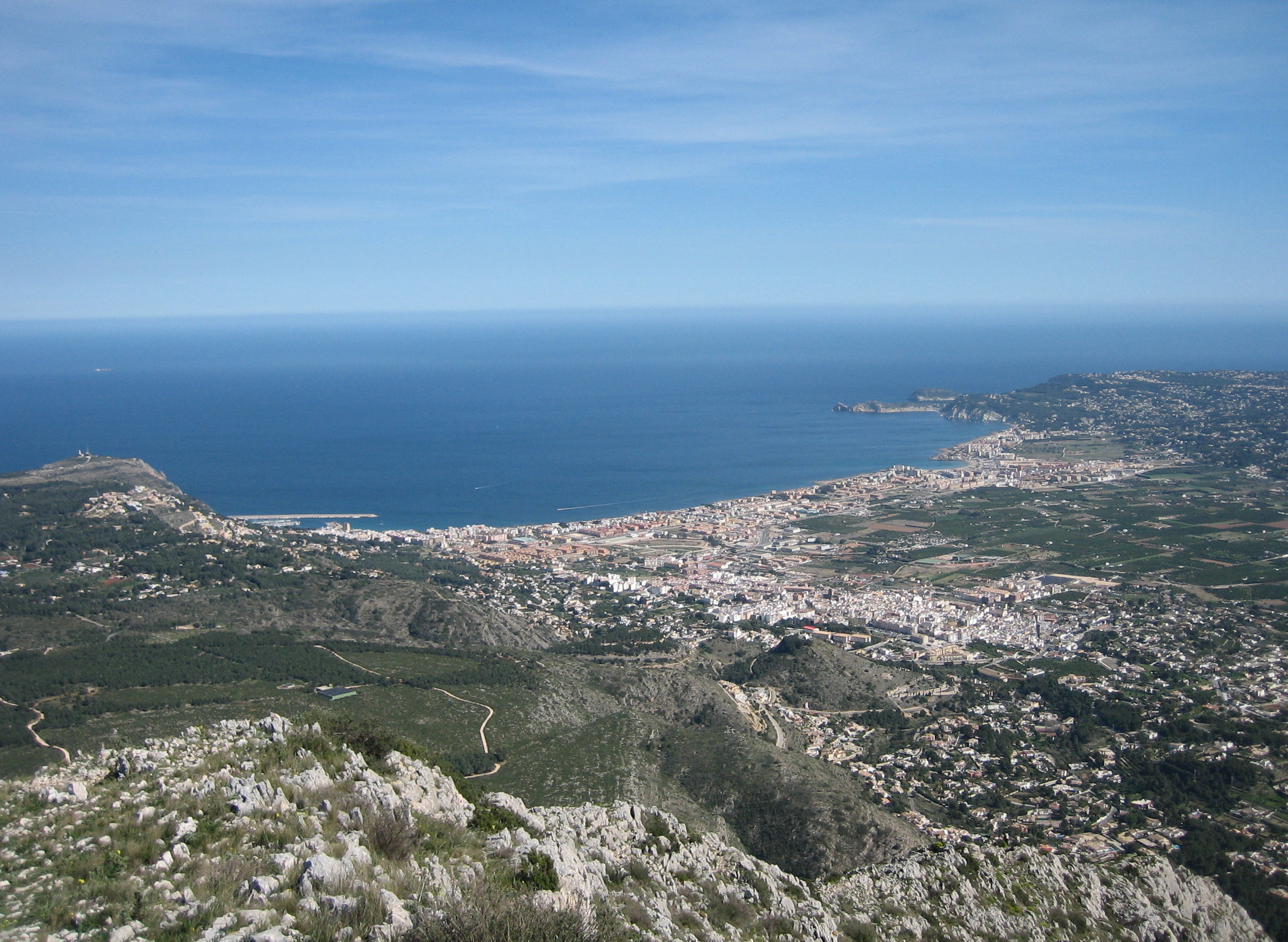
Vista de Jávea

A Costa Blanca é o nome turístico dado à costa do Mediterrâneo situada na província de Alicante que se estende desde o município de Denia até ao de Pilar de la Horadada. Esta região é constituída por 244 km de praias mediterrâneas. 
Outras localidades situadas na Costa Branca são: Jávea, Calpe, Altea, Benidorm, Villajoyosa, Campello, Alicante, Santa Pola, Orihuela, o Torrevieja. 

## Galeria

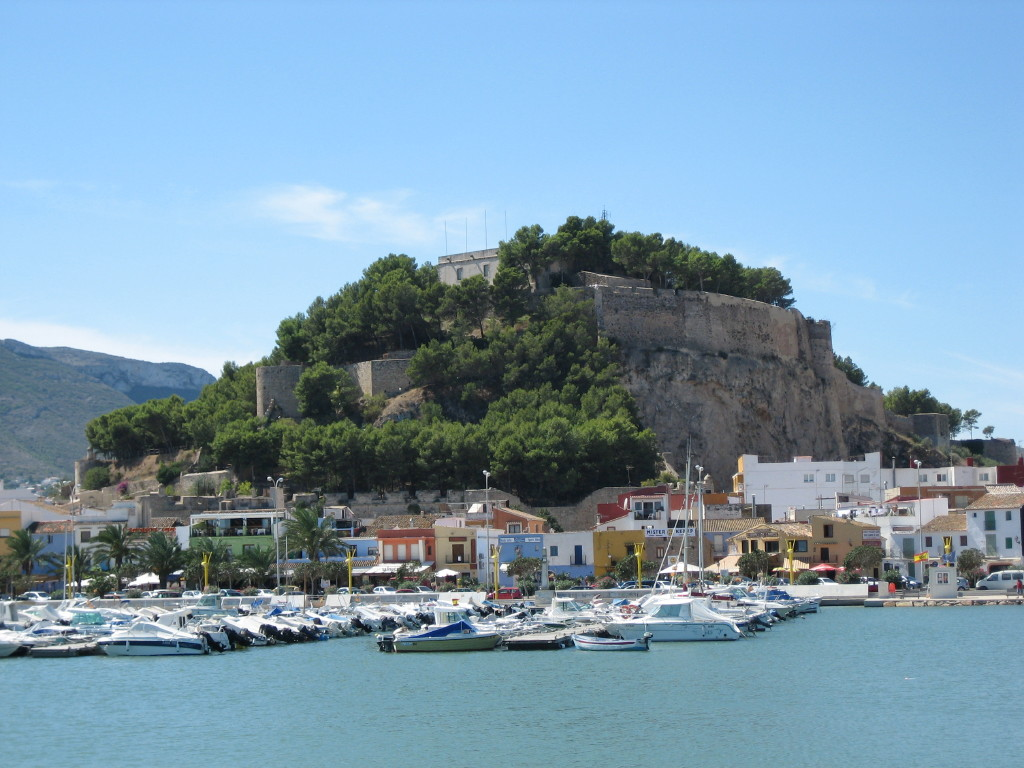
Castelo de Denia
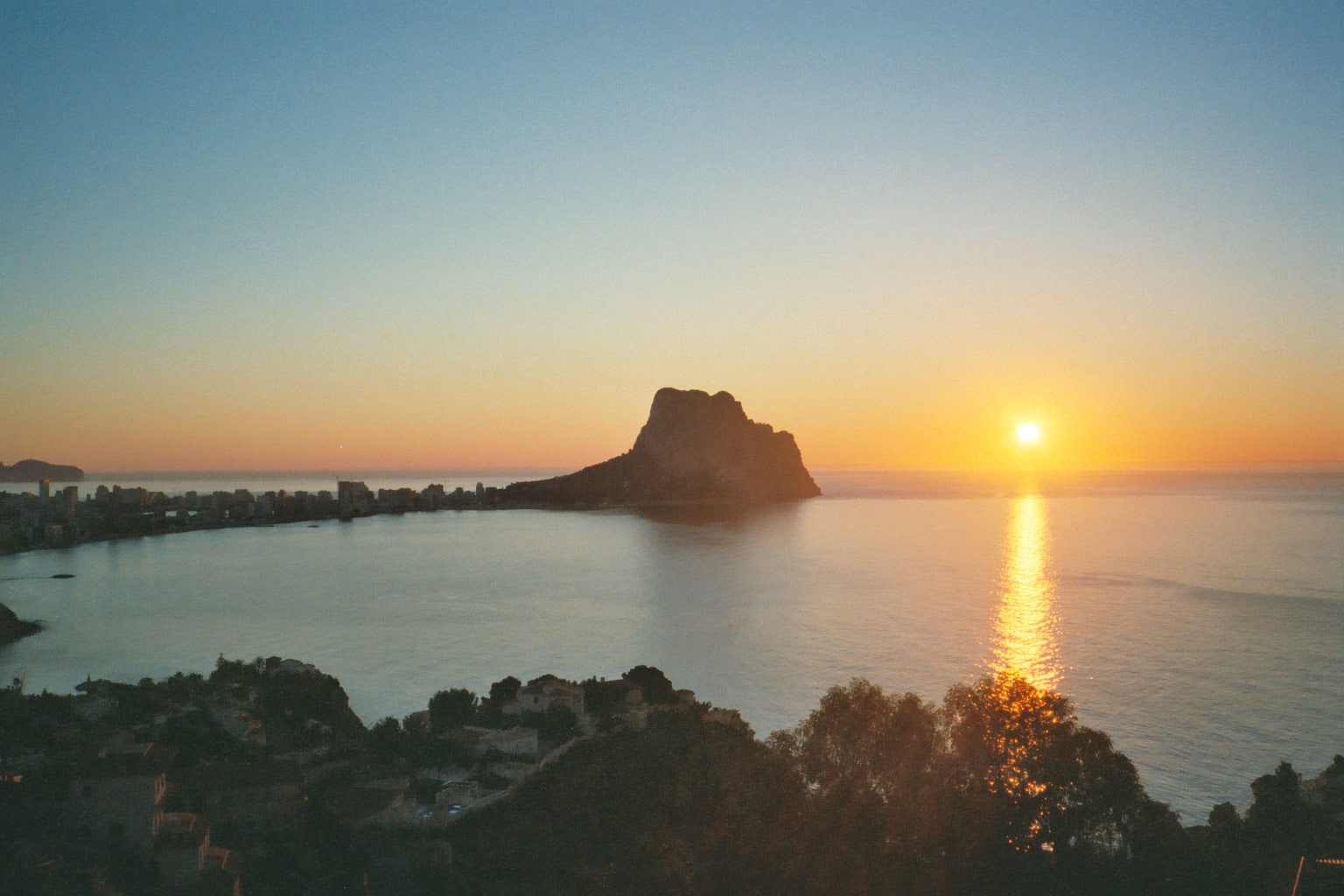
O rochedo de Ifach, em Calpe
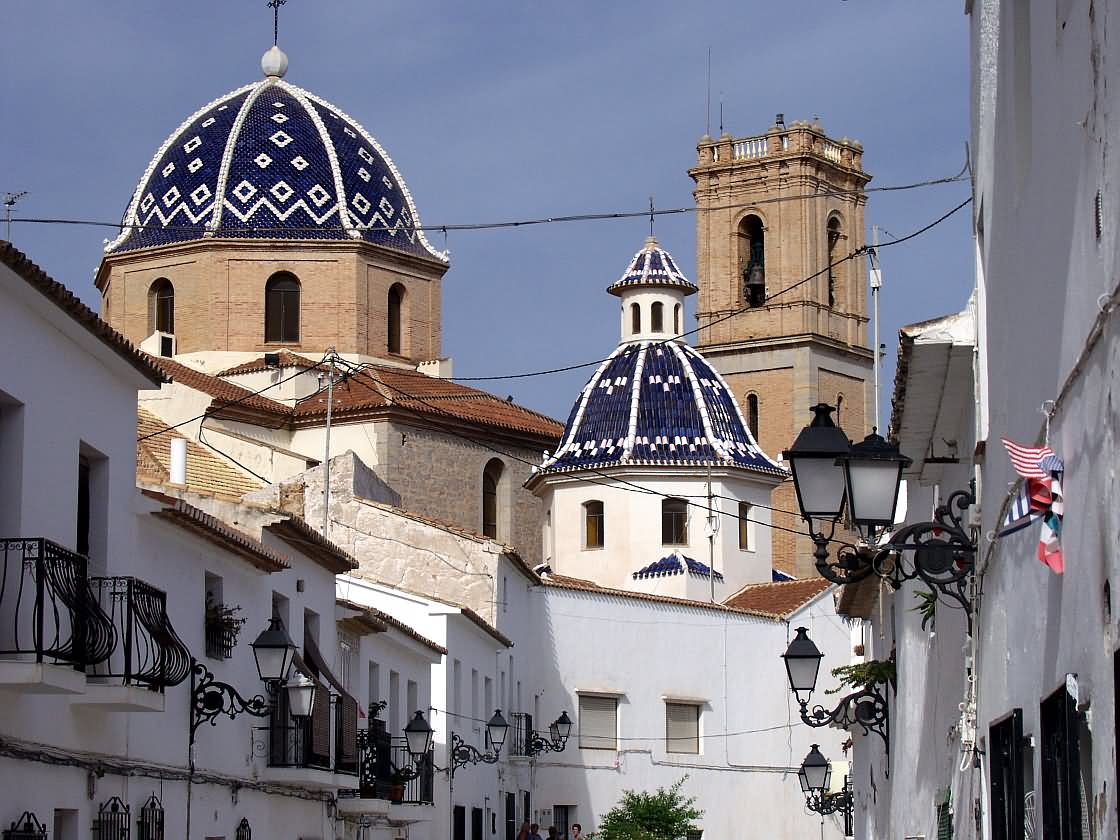
Altea
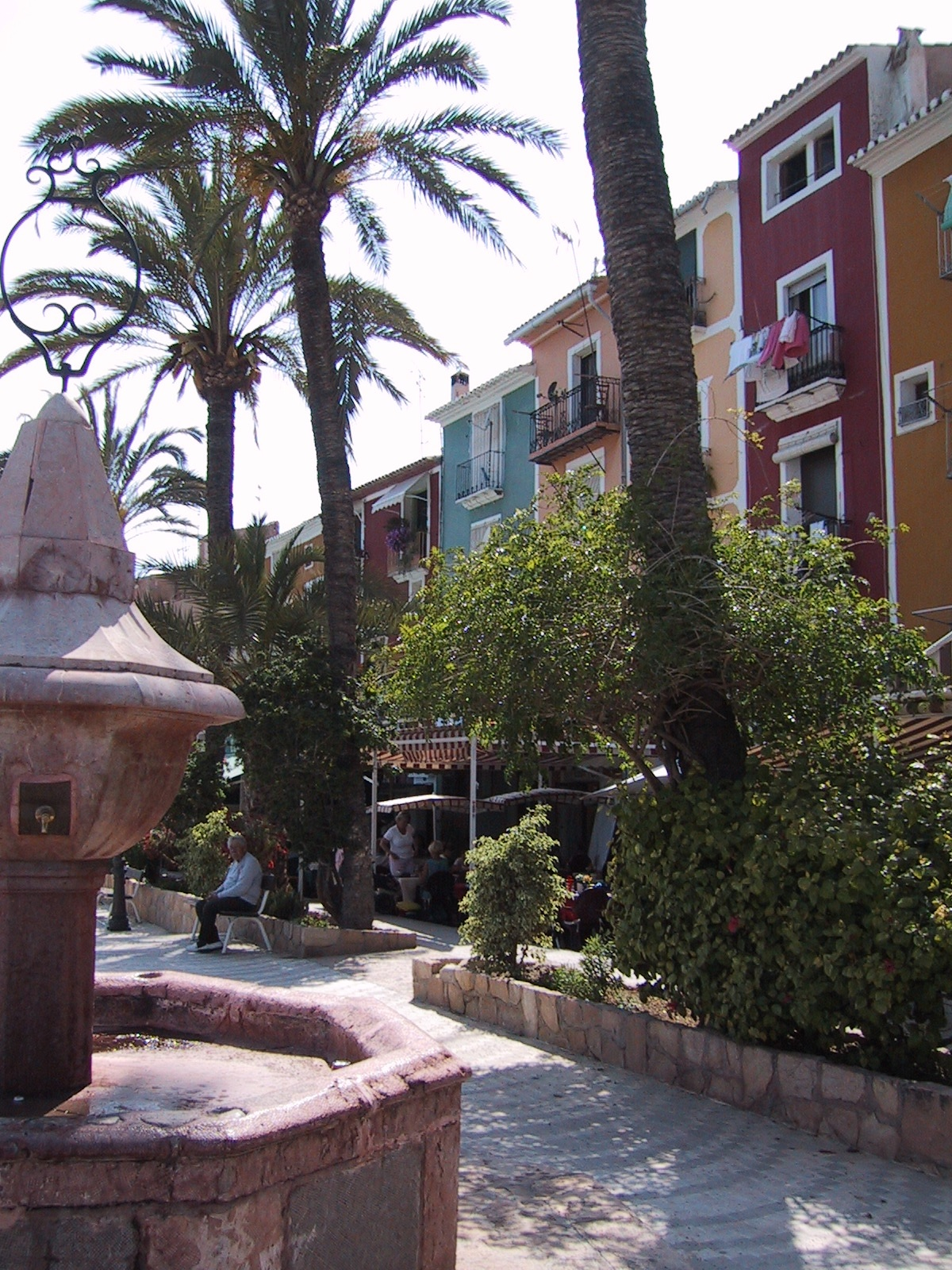
Villajoyosa
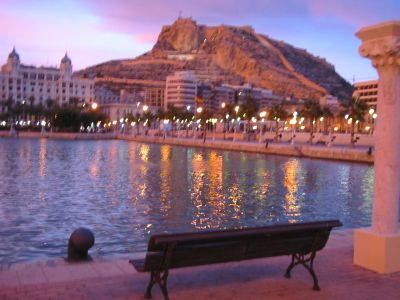
Porto de Alicante
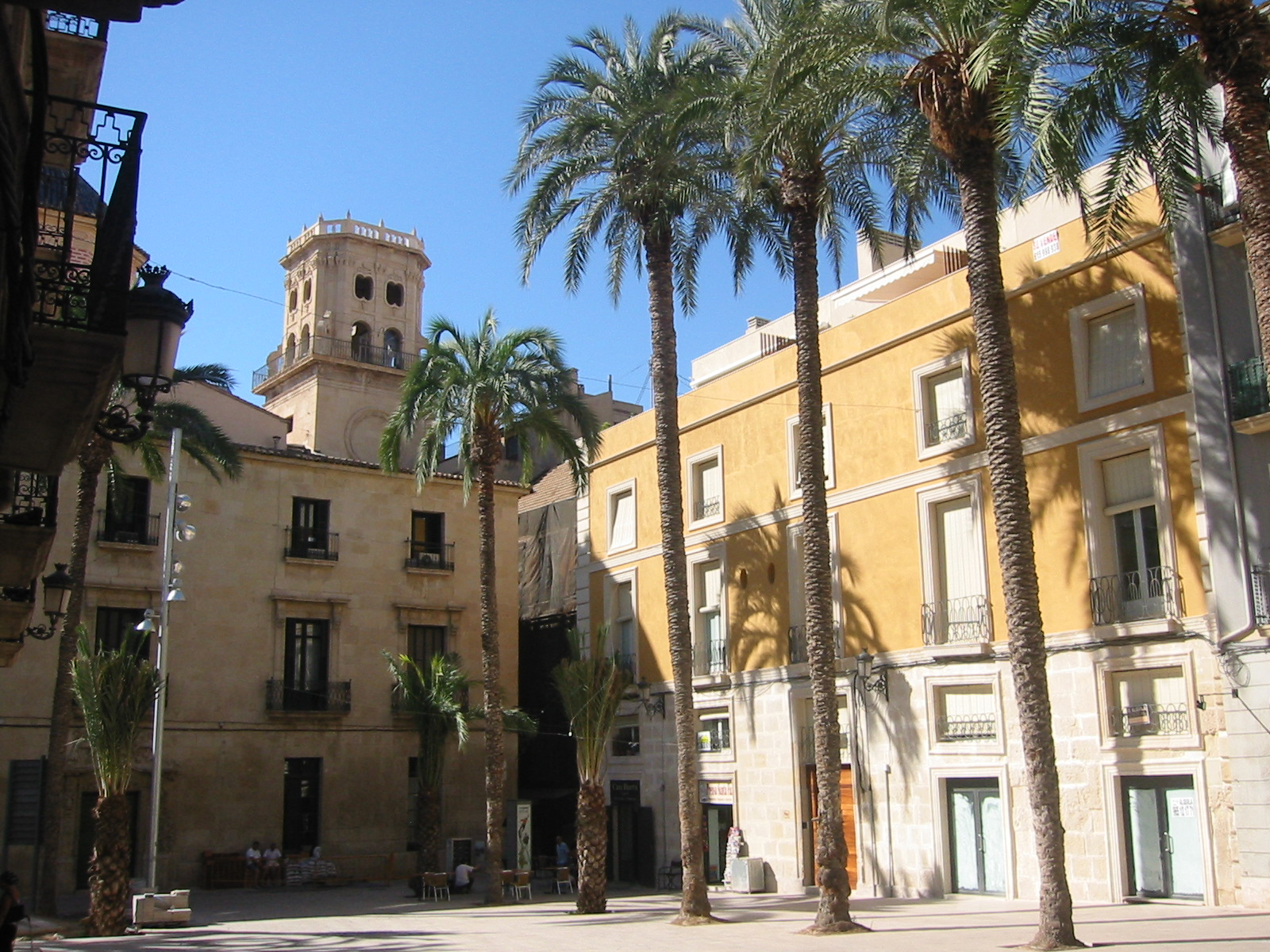
Rua de Alicante
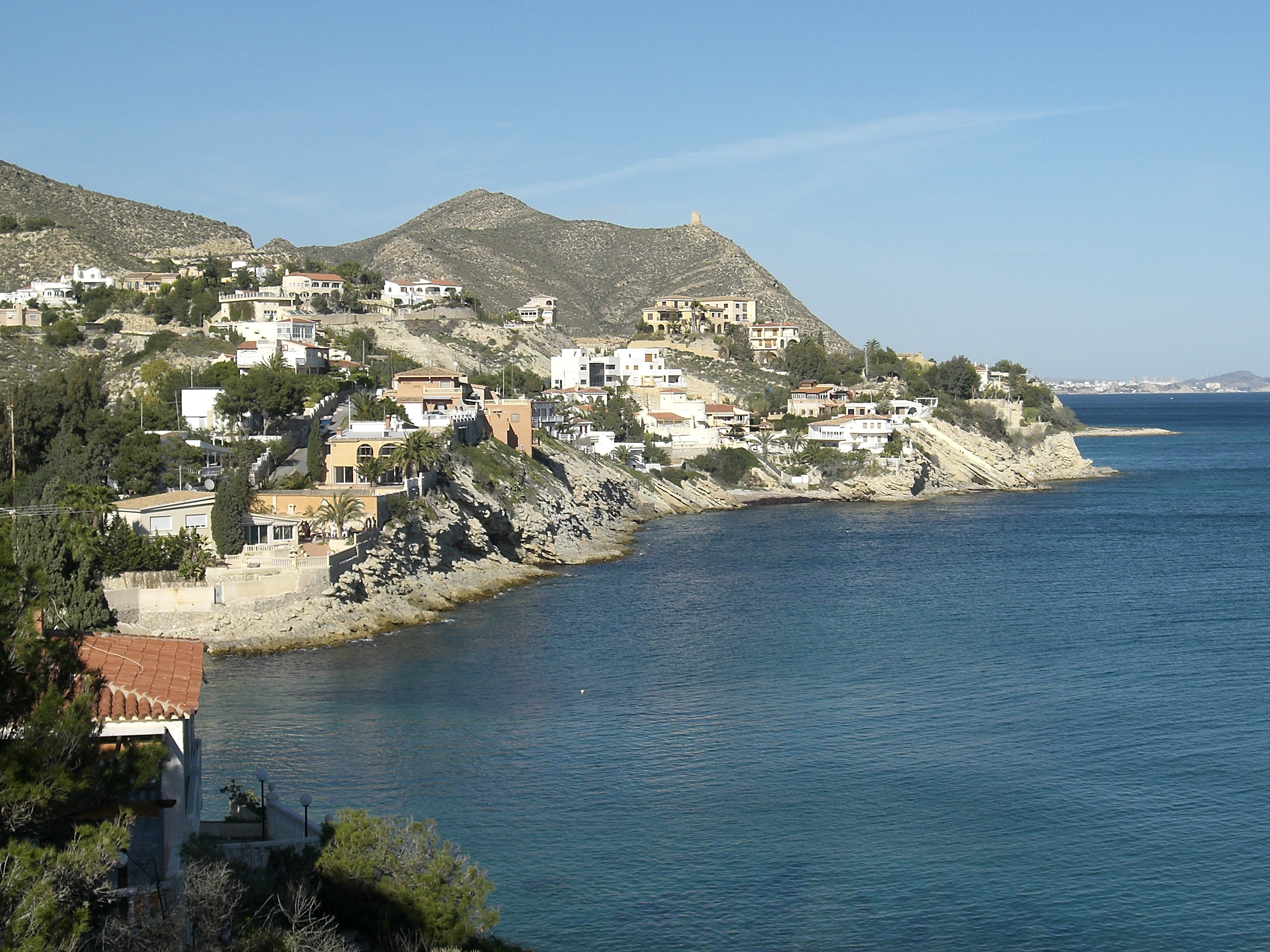
Coveta Fumá
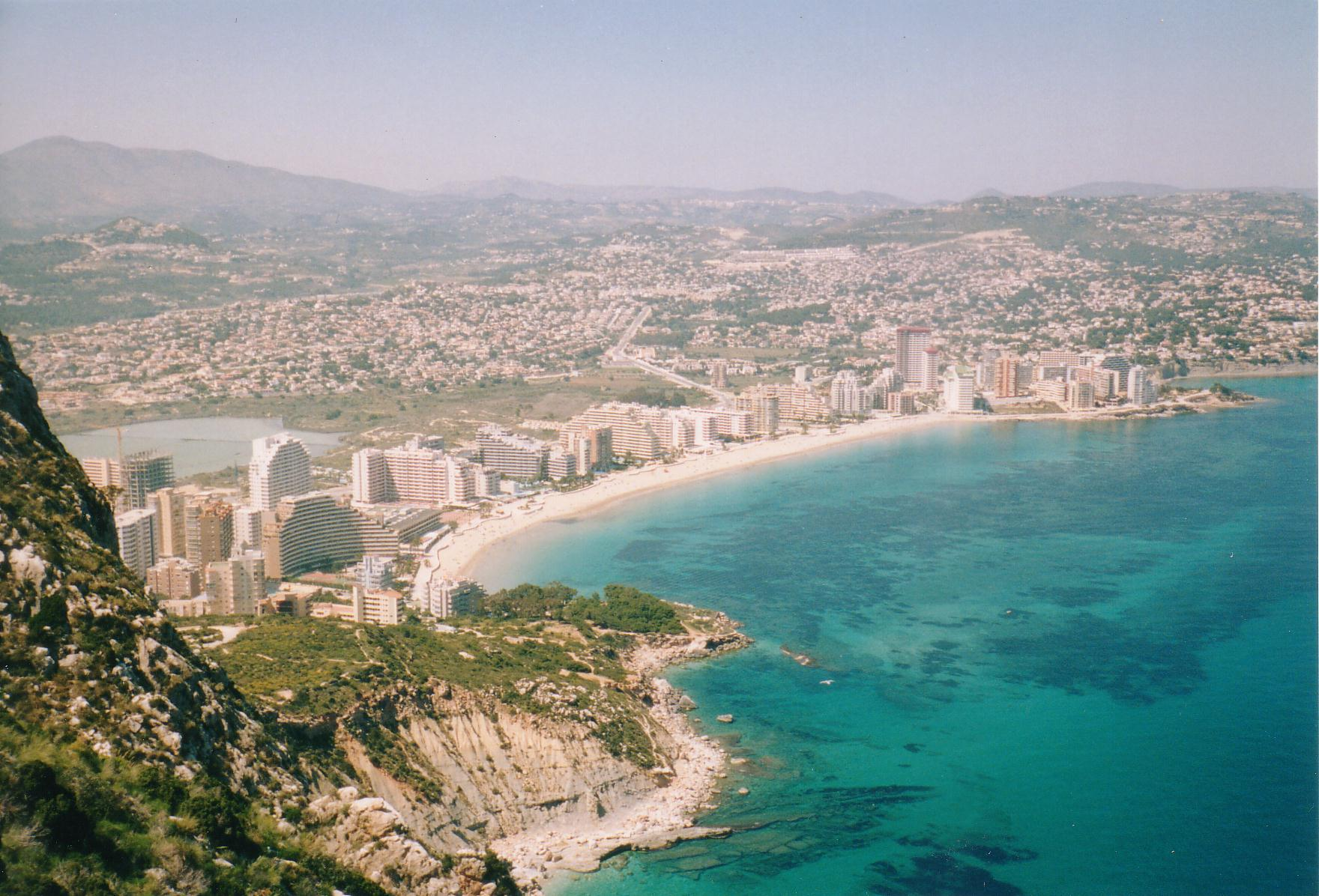
Praia de Calpe
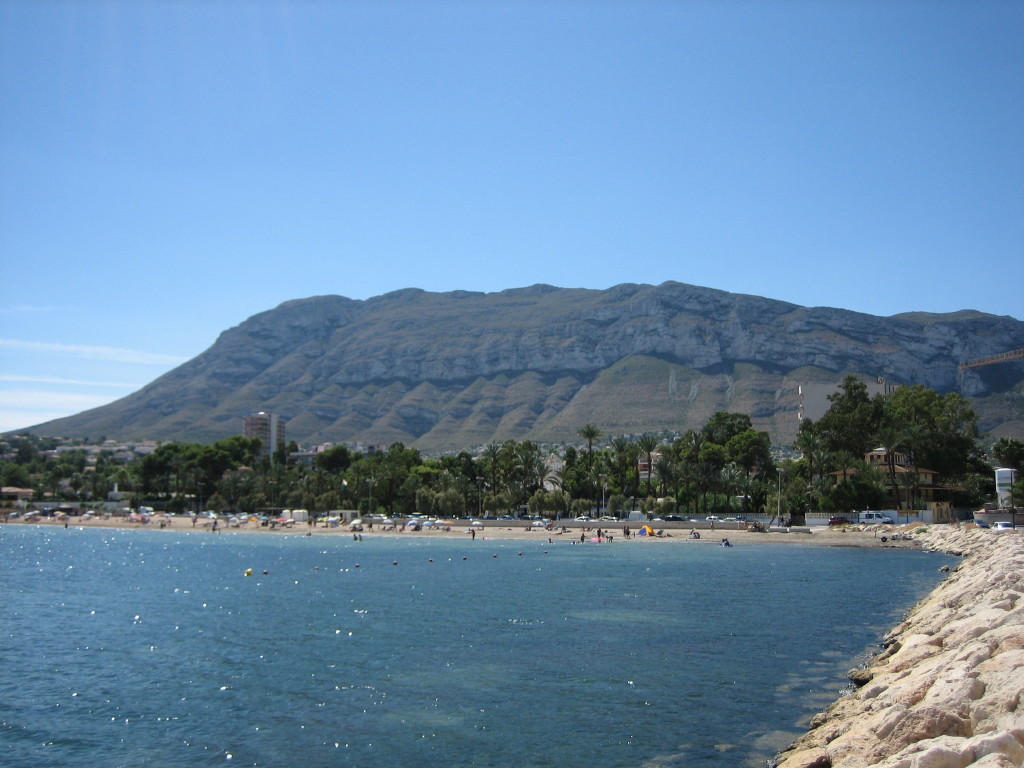
El Montgó
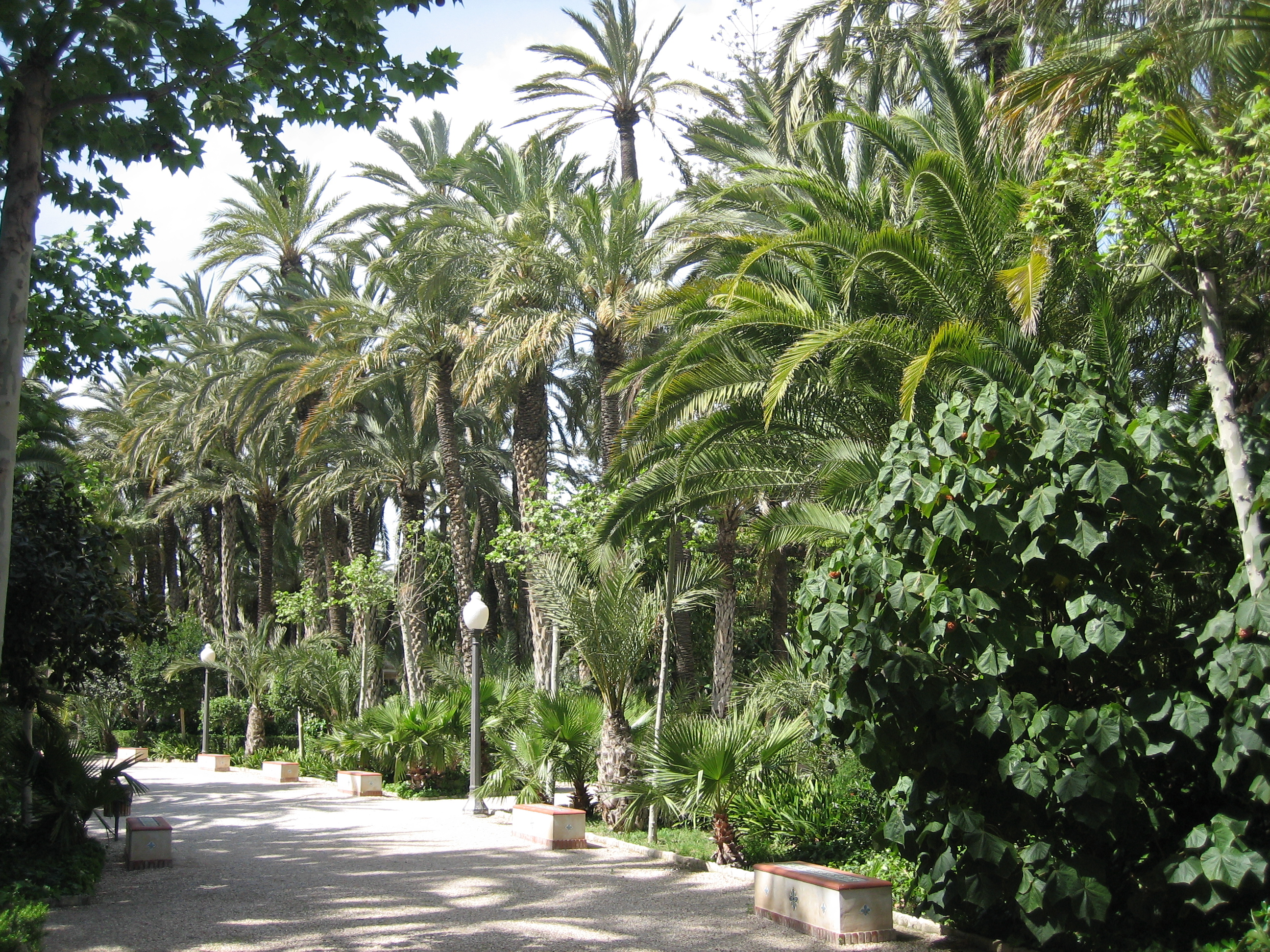
Parque municipal de Elche
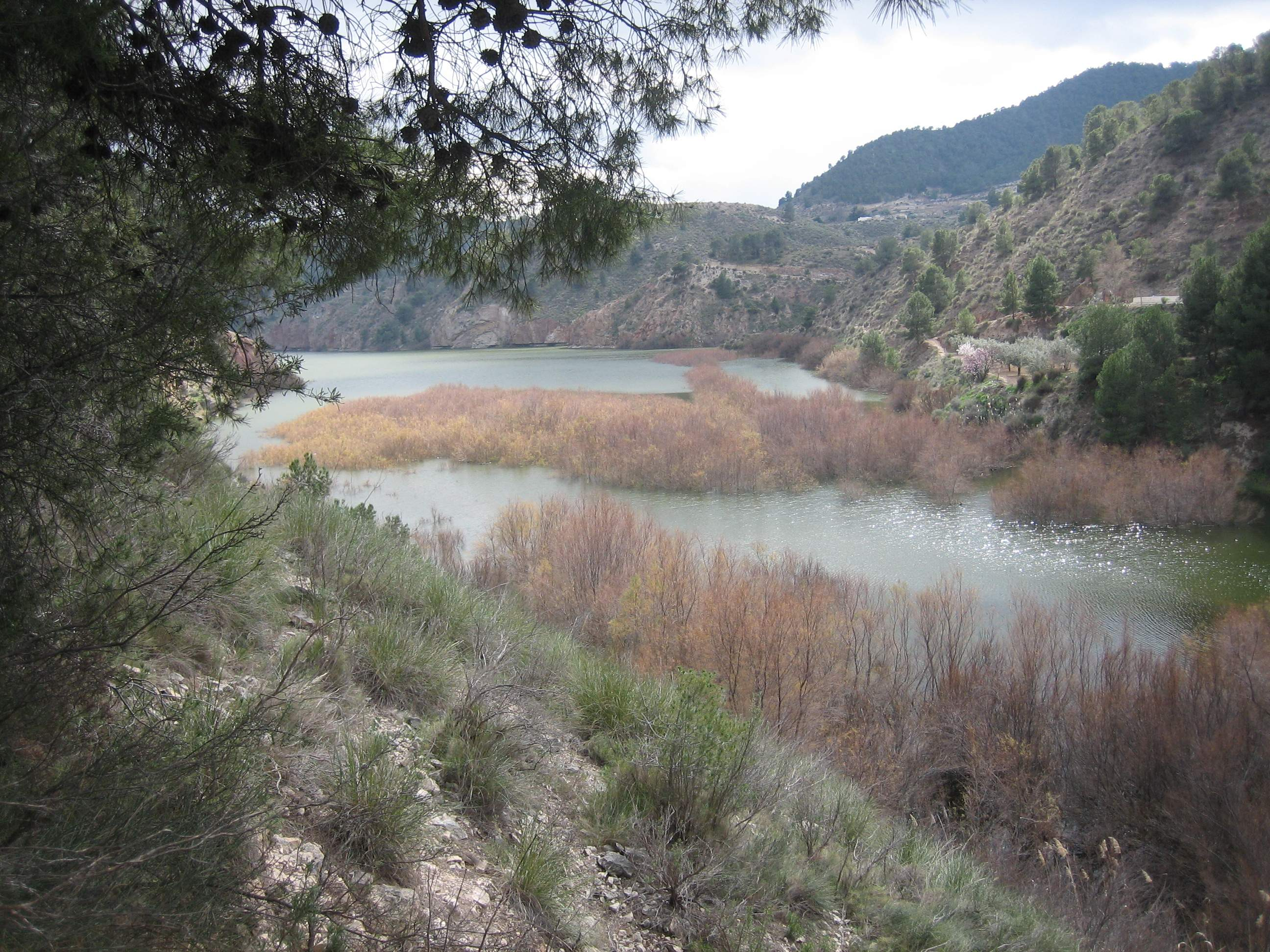
Pântano de Tibi